# Kurtrierscher Amtshof (Wehrheim)

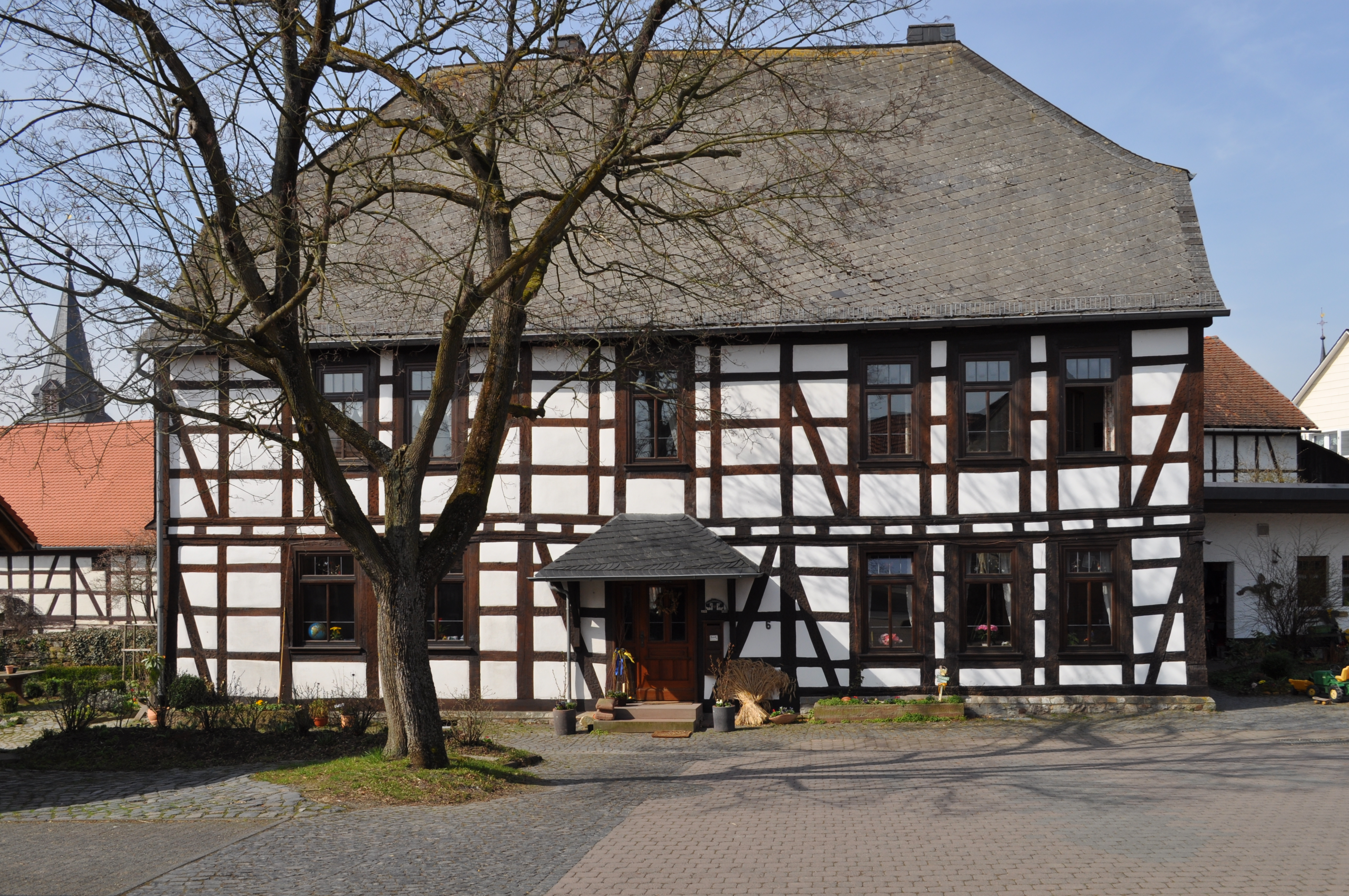
Kurtrierscher Amtshof, Hauptgebäude

Das Anwesen Pfaffenwiesbacher Straße 6 in Wehrheim war ursprünglich der Kurtriersche Amtshof. Heute ist es das Hofgut mit Hofladen Etzel. Es steht als Kulturdenkmal unter Denkmalschutz.
Das Amt Wehrheim war im HRR zweiherrisch gewesen. Landesherren waren einerseits das katholische Kurtrier und das protestantische Nassau-Dillenburg, später Oranien. Insbesondere der konfessionelle Unterschied führte dazu, dass beide Parteien ihre Rechte mit Nachdruck verteidigten. Es gab daher eine katholische und eine evangelische Kirche, einen kurtrierschen und einen nassauischen Amtmann und entsprechend einen kurtrierschen und einen nassauischen Amthof.
Der Kurtriersche Amthof wurde im Jahr 1632 unter dem (kurtrierschen) Amtmann von Hohenfeld erbaut. Der Dreiseithof lag außerhalb von Wehrheims Stadtmauern. Das Hofgelände reichte von der Burggasse bis zur heutigen Pfaffenwiesbacher Straße. 1752 erwarb der Kurstaat als Amtssitz. Nach dem Ende von Kurtrier aufgrund des Reichsdeputationshauptschlusses 1803 fiel das Anwesen an Nassau-Weilburg bzw. 1806 an das Herzogtum Nassau.
Das Anwesen besteht aus dreiseitig angelegten Wirtschaftsgebäuden. Das Haupthaus wurde im 19. Jahrhundert aus älteren Bauhölzern in Fachwerkbauweise errichtet.